# Convento da Penha
Convento da Penha é um santuário mariano localizado no município de Vila Velha, Espírito Santo, considerado um dos mais importantes pontos turísticos capixabas.
Situado no alto de um penhasco, suas obras tiveram início em 1558 com o frei espanhol Pedro Palácios, sendo uma das igrejas mais antigas do Brasil. Em 1943, foi tomado como Patrimônio Histórico pelo Instituto do Patrimônio Histórico e Artístico Nacional.

## História

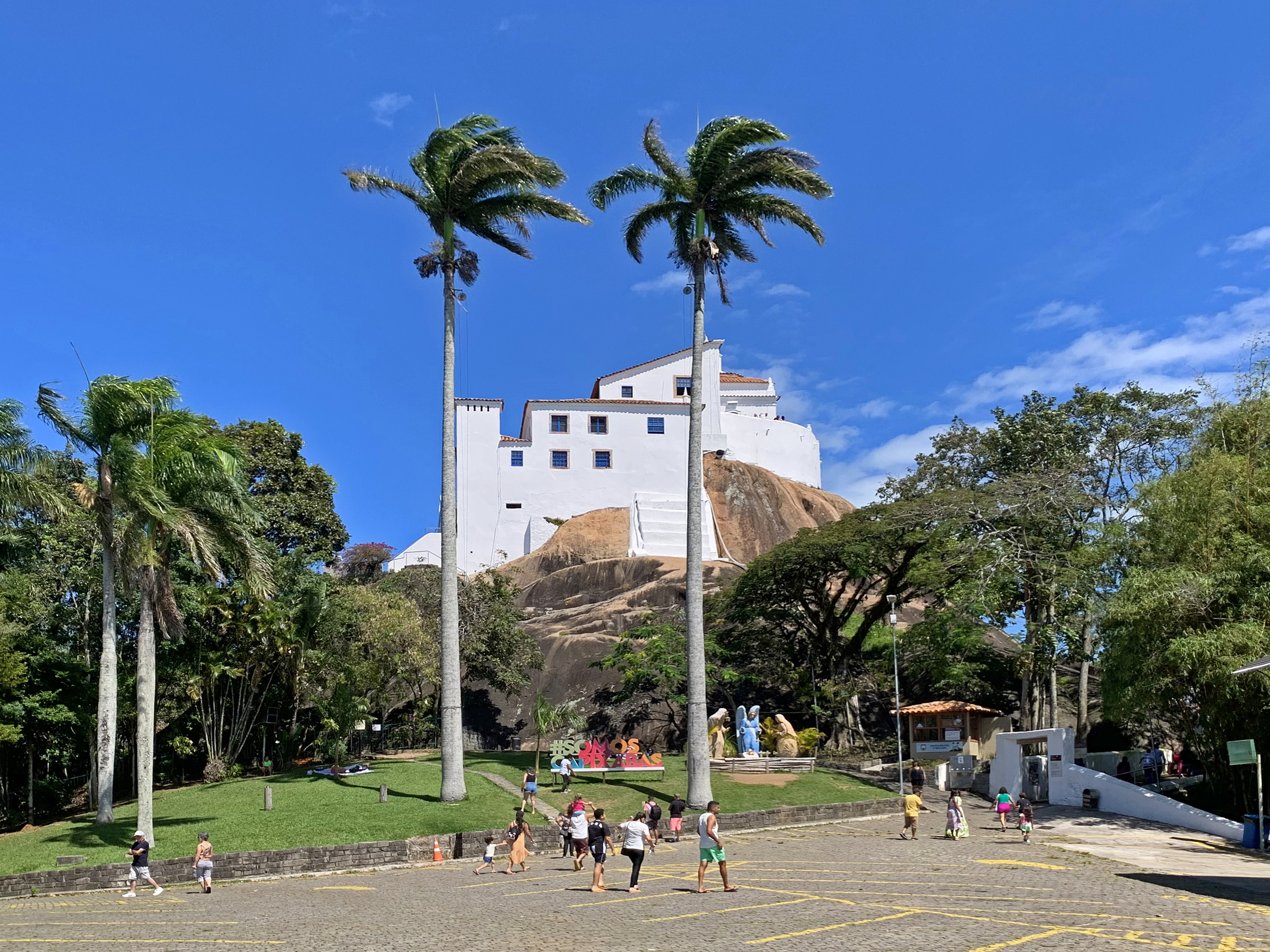
Vista do Convento da Penha a partir do estacionamento

Em 1558, chega à atual Prainha o frei Pedro Palácios, natural de Medina do Rioseco, Espanha. Ele foi, anos mais tarde, encarregado da construção de uma ermida no alto do morro da Penha, tendo encomendado de Lisboa uma imagem de Nossa Senhora, que daria origem ao culto à Nossa Senhora da Penha. A pequena ermida foi erguida e expandida aos poucos até se transformar no Convento da Penha, o monumento religioso mais importante da arquitetura capixaba.
Especula-se que frei Pedro Palácios morava numa gruta que fica aos pés da ladeira do convento, onde era mantido um quadro de Nossa Senhora dos Prazeres (ou Nossa Senhora das Alegrias em português moderno) que ele trouxera de Portugal. A composição desapareceu três vezes e em todas as ocasiões fora encontrado no alto do morro onde está construído o convento. Segundo o escritor e historiador Francisco Aurélio, foi o povo que deu esse nome, por causa da localização da igreja: Penha significa pedra, rochedo. "O povo dizia: vamos lá na igreja que fica na penha. Aí ficou Nossa Senhora da Penha", contou Aurélio.

## Patrimônio

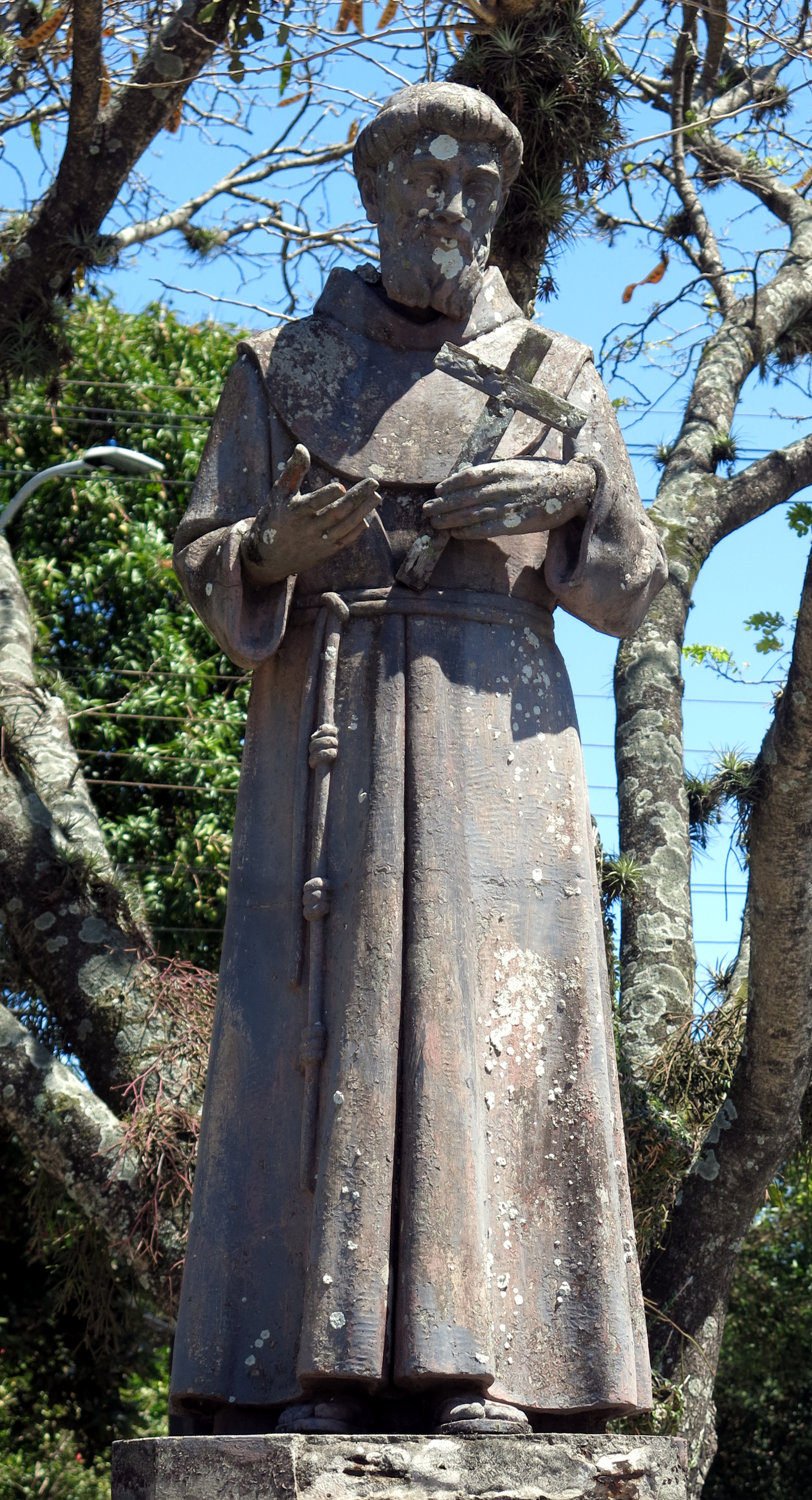
Estátua do Frei Pedro Palácios, fundador do Convento da Penha.

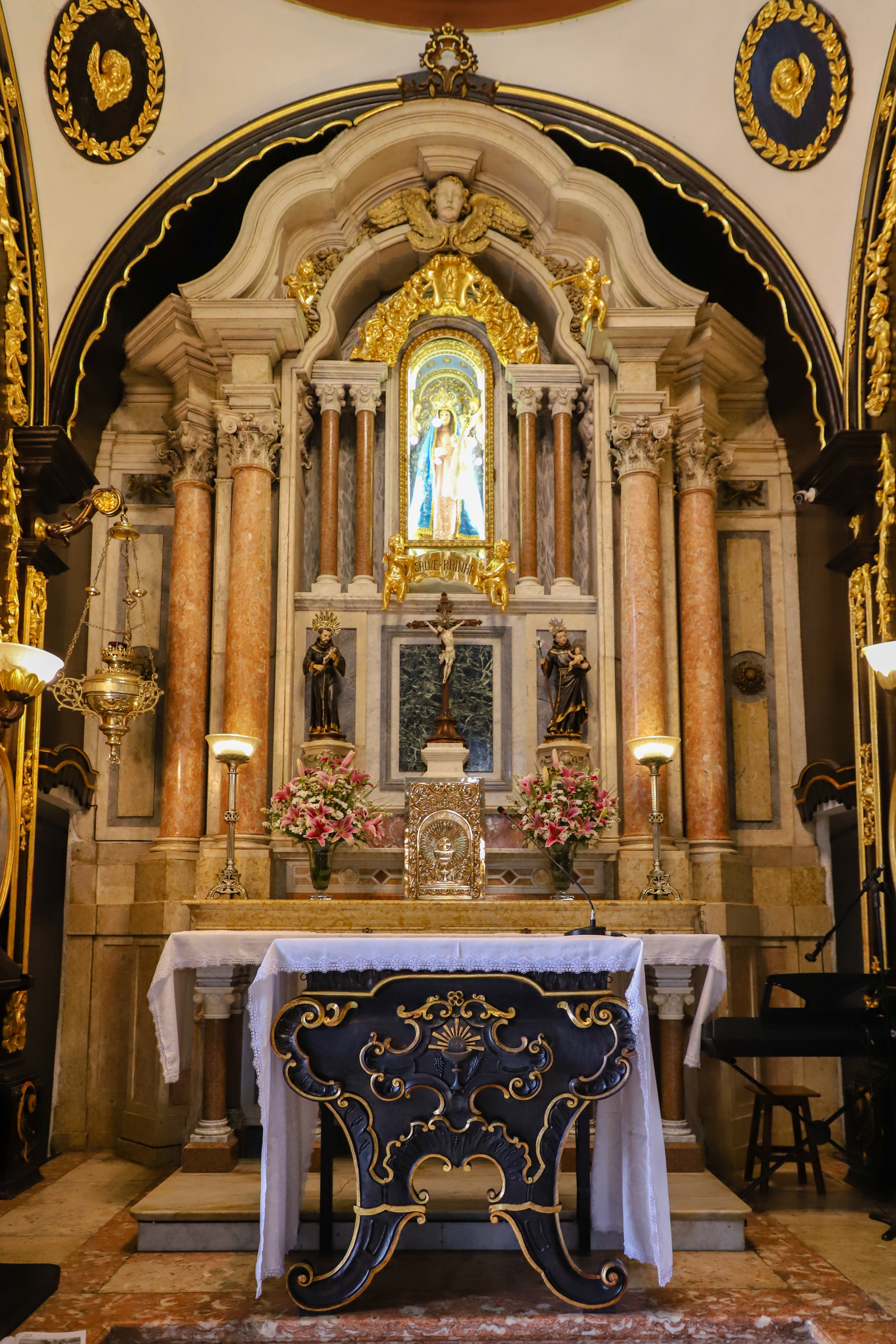
Altar principal

O Convento da Penha está situado no alto de um penhasco de 154 metros de altitude, sendo tombado como patrimônio histórico cultural pelo Instituto do Patrimônio Histórico e Artístico Nacional (IPHAN) em 1943. Grande parte do interior é revestido com madeira em cedro, entalhado pelo escultor português José Fernandes Pereira entre 1874 e 1879. O altar-mor, atualmente composto por mais de 200 peças feitas de 19 tipos diferentes de mármore, foi construído por volta de 1800, originalmente no estilo rococó, passando por restaurações em 1910 e novamente entre janeiro de 2009 e 17 de dezembro de 2011. Do convento é possível se ter uma visão panorâmica de Vila Velha, Vitória e do Oceano Atlântico.
O complexo do convento abrange uma área de 632,226 m², englobando uma série de outros monumentos e atrativos, tais como a Gruta do Frei Pedro Palácios, vão formado pela natureza do monte onde fica o Convento, sendo que alguns historiadores afirmam ser a primeira residência do frei Pedro Palácios. Em 1562, Palácios construiu uma Capela dedicada a São Francisco de Assis, no local hoje denominado largo do convento (Campinho), e no final do século XX surgiram também o Museu e a loja de alimentos e pequenos presentes.

## Encontro Capixaba do Terço dos Homens
Anualmente, em maio, o convento recebe milhares de homens para o encontro capixaba do movimento Terço dos Homens. O primeiro encontro ocorreu em 2014. Os chamados tercistas rezam um grupo de mistérios do rosário e uma missa é celebrada. O responsável espiritual do movimento é o arcebispo de Juiz de Fora (MG), Dom Gil Antônio Moreira, que frequentemente é o celebrante no encontro capixaba.

## Pinturas de Benedito Calixto
Há quatro pinturas produzidas por Benedito Calixto no convento, de 1926 e 1927. São representações do próprio convento, de Frei Palácios e momentos marcantes de Vila Velha.
| Imagem | Título                           | Data | Material     | Tema                                             | Referência                                        |
| ------ | -------------------------------- | ---- | ------------ | ------------------------------------------------ | ------------------------------------------------- |
|        | A chegada de Frei Pedro Palácios | 1926 | tinta a óleo | Pedro Palácios                                   | http://www.novomilenio.inf.br/santos/calixt88.htm |
|        | A gruta de Frei Palácios         | 1927 | tinta a óleo | Pedro Palácios                                   | http://www.novomilenio.inf.br/santos/calixt88.htm |
|        | A visão dos holandeses           | 1927 | tinta a óleo | Convento da Penha                                | http://www.novomilenio.inf.br/santos/calixt94.htm |
|        | O milagre da seca em 1769        | 1926 | tinta a óleo | 1769 Vila Velha Nossa Senhora da Penha de França | http://www.novomilenio.inf.br/santos/calixt94.htm |